# Gouvernement Faure II
Quatrième République
Gouvernement Pierre Mendès France Gouvernement Guy Mollet
Le gouvernement Edgar Faure II est le gouvernement de la République française du 23 février 1955 au 24 janvier 1956.

## Chronologie

### 1955
- 23 février : début du second gouvernement d'Edgar Faure.
- 20 mai : protocole d'accord entre le CEA, le ministère des Finances et celui des Armées pour la mise au point d'armes nucléaires françaises.
- 27 mai : adoption du IIe Plan.
- 29 novembre : l'Assemblée nationale ne vote pas la question de confiance posée par le Gouvernement sur l'ordre du jour.
- 2 décembre : Edgar Faure obtient la dissolution de l'Assemblée nationale en application de l'article 51 de la Constitution (deux gouvernements renversés à la majorité absolue en moins de 18 mois).
- 8 décembre : formation du Front républicain.

### 1956
- 2 janvier : élections législatives.
  - Victoire du Front républicain. Effondrement des républicains sociaux (ex-RPF). Percée et montée du Poujadisme (Union et fraternité française) avec l'entrée de ce mouvement au Parlement. Jean-Marie Le Pen, élu sous étiquette poujadiste, entre à l'Assemblée nationale, comme le plus jeune député.
- 24 janvier : fin du second gouvernement Edgar Faure.
- 1er février : début du gouvernement Guy Mollet (fin au 21 mai 1957), le plus long de la Quatrième République.

## Composition

### Président du Conseil
| Image | Fonction             |  | Nom         | Parti    |
| ----- | -------------------- |  | ----------- | -------- |
|       | Président du Conseil |  | Edgar Faure | RAD, DVD |

### Ministres
| Image | Fonction                                                    |  | Nom                                                   | Parti    |
| ----- | ----------------------------------------------------------- |  | ----------------------------------------------------- | -------- |
|       | Ministre de la Justice                                      |  | Robert Schuman                                        | MRP      |
|       | Ministres des Affaires étrangères                           |  | Antoine Pinay                                         | CNIP     |
|       | Ministre de l'Intérieur                                     |  | Maurice Bourgès-Maunoury (jusqu'au 1er décembre 1955) | RAD      |
|       | Ministre de l'Intérieur                                     |  | Edgar Faure (intérim) (à partir du 1er décembre 1955) | RAD, DVD |
|       | Ministre de la Défense nationale et des Forces armées       |  | Marie-Pierre Kœnig (jusqu'au 6 octobre 1955)          | RPF, RS  |
|       | Ministre de la Défense nationale et des Forces armées       |  | Pierre Billotte (à partir du 6 octobre 1955)          | CNIP     |
|       | Ministre des Finances et des Affaires économiques           |  | Pierre Pflimlin                                       | MRP      |
|       | Ministre de la France d'outre-mer                           |  | Pierre-Henri Teitgen                                  | MRP      |
|       | Ministre de l'Éducation nationale                           |  | Jean Berthoin                                         | RAD      |
|       | Ministre des Travaux publics, des Transports et du Tourisme |  | Édouard Corniglion-Molinier                           | RPF, RS  |
|       | Ministre de l'Industrie et du Commerce                      |  | André Morice                                          | RAD      |
|       | Ministre de l'Agriculture                                   |  | Jean Sourbet                                          | CNIP     |
|       | Ministre des PTT                                            |  | Édouard Bonnefous                                     | UDSR     |
|       | Ministre du Travail et de la Sécurité sociale               |  | Paul Bacon                                            | MRP      |
|       | Ministre du Logement et de la Reconstruction                |  | Roger Duchet                                          | CNIP     |
|       | Ministre de la Santé publique et de la Population           |  | Bernard Lafay                                         | RAD      |
|       | Ministre des Anciens combattants et Victimes de guerre      |  | Raymond Triboulet (jusqu'au 6 octobre 1955)           | RPF, RS  |
|       | Ministre des Anciens combattants et Victimes de guerre      |  | Vincent Badie (à partir du 20 octobre 1955)           | RAD      |
|       | Ministre des Affaires marocaines et tunisiennes             |  | Pierre July (jusqu'au 20 octobre 1955)                | CNIP     |
|       | Ministre de la Marine marchande                             |  | Paul Antier                                           | CNIP     |

### Ministre délégué
| Image | Fonction                                    |  | Nom                                       | Parti   |
| ----- | ------------------------------------------- |  | ----------------------------------------- | ------- |
|       | Ministre délégué à la Présidence du Conseil |  | Gaston Palewski (jusqu'au 6 octobre 1955) | RPF, RS |
|       | Ministre délégué à la Présidence du Conseil |  | Pierre July (à partir du 20 octobre 1955) | CNIP    |

### Secrétaires d'État
| Image | Fonction                                                               |  | Nom                                               | Parti   |
| ----- | ---------------------------------------------------------------------- |  | ------------------------------------------------- | ------- |
|       | Secrétaire d'État à la Présidence du Conseil                           |  | Jean Médecin (à partir du 1er mars 1955)          | RAD     |
|       | Secrétaire d'État à la Présidence du Conseil                           |  | Léopold Sédar Senghor (à partir du 1er mars 1955) | BDS     |
|       | Secrétaire d'État aux Relations avec les États associés                |  | Henri Laforest (du 1er mars au 20 octobre 1955)   | RAD     |
|       | Secrétaire d'État aux Relations avec les États associés                |  | Jean Lecanuet (à partir du 20 octobre 1955)       | MRP     |
|       | Secrétaire d'État aux Affaires étrangères                              |  | Jean Chamant (à partir du 20 octobre 1955)        | CNIP    |
|       | Secrétaire d'État à la Défense nationale et aux Forces armées (Marine) |  | Jean Crouzier (à partir du 1er mars 1955)         | CNIP    |
|       | Secrétaire d'État à la Défense nationale et aux Forces armées (Air)    |  | Henri Laforest (à partir du 20 octobre 1955)      | RAD     |
|       | Secrétaire d'État aux Finances et aux Affaires économiques             |  | Jean Gilbert-Jules                                | RAD     |
|       | Secrétaire d'État aux Affaires économiques                             |  | Pierre Abelin (à partir du 1er mars 1955)         | MRP     |
|       | Secrétaire d'État à la France d'outre-mer                              |  | Maurice Bayrou (à partir du 1er mars 1955)        | RPF, RS |